# Belize na Mistrzostwach Świata w Lekkoatletyce 2019
Belize na Mistrzostwach Świata w Lekkoatletyce 2019 – reprezentacja Belize podczas mistrzostw świata w Doha liczyła tylko jednego zawodnika, sprintera Brandona Jonesa.

## Skład reprezentacji

### Mężczyźni
| Zawodnik      | Konkurencja        | Preeliminacje | Preeliminacje | Eliminacje | Eliminacje | Półfinał | Półfinał | Finał | Finał   |
| Zawodnik      | Konkurencja        | Wynik         | Pozycja       | Wynik      | Pozycja    | Wynik    | Pozycja  | Wynik | Pozycja |
| ------------- | ------------------ | ------------- | ------------- | ---------- | ---------- | -------- | -------- | ----- | ------- |
| Brandon Jones | bieg na 100 metrów | 10,88 s       | 13.           | NQ         | NQ         | NQ       | NQ       | NQ    | NQ      |